# Kyōto-Seika-Universität

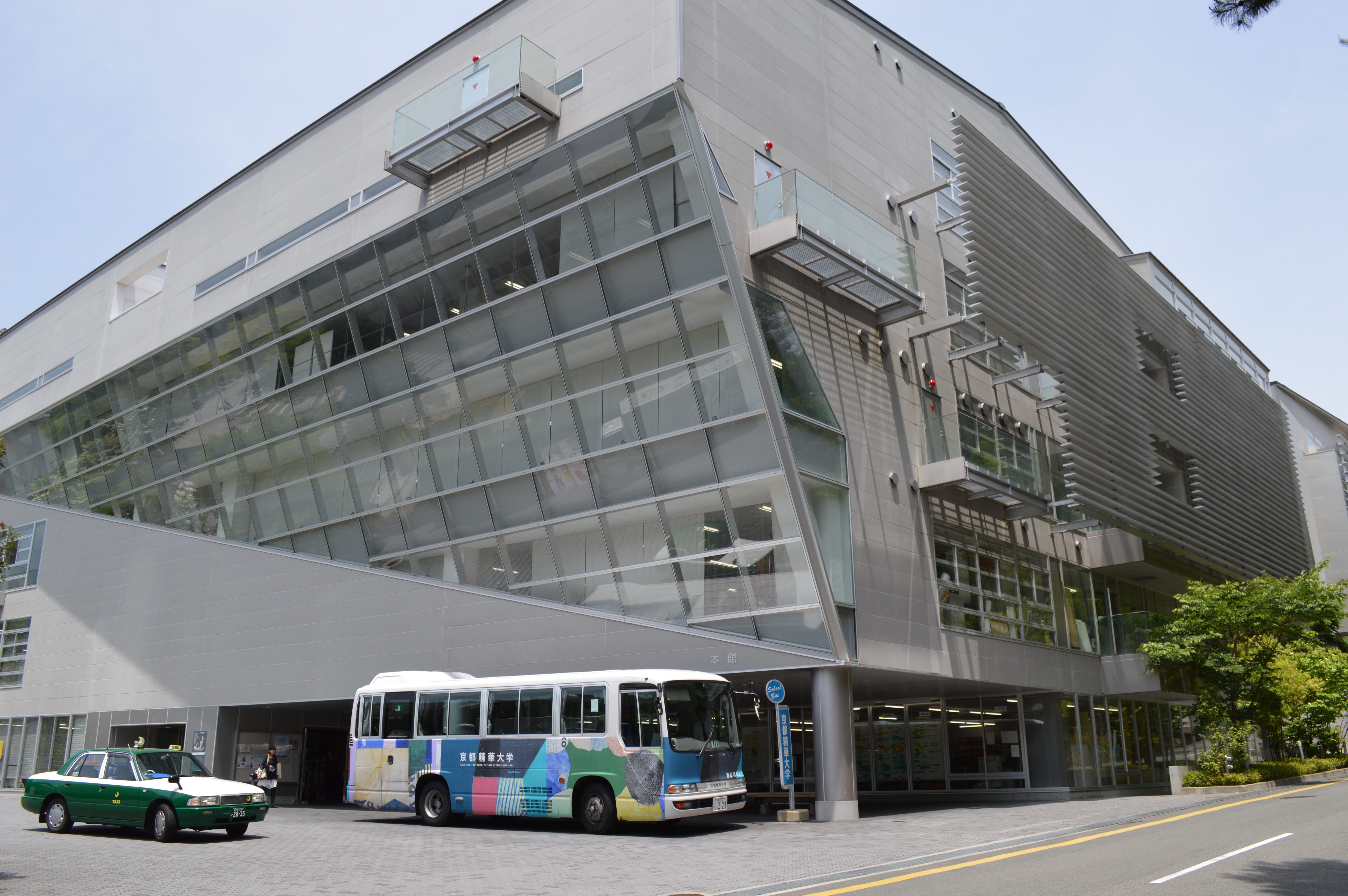
Kyōto-Seika-Universität 2014

Die Kyōto-Seika-Universität (japanisch 京都精華大学, Kyōto Seika Daigaku, englisch Kyōto Seika University) ist eine private Hochschule, die 1979 aus dem Kyōto Seika Junior College hervorging und für ihre Forschung im Bereich der Manga bekannt ist.

## Geschichte
Ziel der Kyōto-Seika-Universität war seit ihrer Gründung, Studierende zu befähigen, die Welt durch kreativen Ausdruck mitzugestalten. Um dies zu erreichen, gilt das Prinzip, unter den Studierenden, den Dozenten und Mitarbeitern die Menschlichkeit, Freiheit und Autonomie zu achten, während man sich weiterentwickelt und verändert.
Die Universität entstand aus dem 1968 gegründeten Kyōto Seika Junior College, dessen Programm nach der Anerkennung als Hochschule 1979 parallel weitergeführt wurde, um dann 1991 eingestellt zu werden. Nach und nach wurden die verschiedenen Fakultäten der Hochschule aufgebaut. 2001 entstand das Manga Cultural Research Institute und 2006 wurde dann der Studiengang Manga-Kunst ins Leben gerufen. Das Manga Cultural Research Institute arbeitet mit dem Kyōto International Manga Museum zusammen, das von beiden Institutionen gegründet wurde.
Die Universität hat derzeit um die 3000 Studierende (Stand 2023).

## Studiengänge
Das Studium im Undergraduate Programm (Grundstudium) stützt sich auf drei Säulen: Die erste ist das Erwerben fundierter Kenntnisse in dem gewählten Studienfach. Die zweite Säule ist die Wahl eines Nebenfachs aus einem anderen Fachgebiet, um zusätzliche Perspektiven zu gewinnen. Die dritte und letzte Säule ist schließlich die Zusammenarbeit zwischen der Universität und der Wirtschaft, um die Studierenden mit den Bedürfnissen der Gesellschaft zu verbinden.
Die Universität teilt sich in die Fakultäten Kunst, Design, Manga, Media Creation und Globale Kultur. In der Fakultät Kunst gibt es die Fächer Ölmalerei, Japanische Malerei, Skulpturen, Keramik, Textilien, Druckereiwesen, Video & Media Arts. Die Fakultät Design bietet die Fächer Grafik-Design, Architektur, Illustration, Digitale Produktion, Product Communication Design, Mode, Interior & Goods Design an. Studierende der Fakultät Manga können unter den Fächern Cartoon Art, Comic Art, Animation, Character Design sowie New Generation Manga wählen. Medientechnologie, Image Creation und Sound Creation sind die Fächer der Fakultät Media Creation. Die Fakultät Globale Kultur unterteilt sich in die Abteilung Geisteswissenschaften mit den Fächern Literatur, Geschichte, Gesellschaftswissenschaften und Japanische Kultur und die Abteilung Globale Studien mit den Fächern Globale Beziehungen, Globale Gesellschaft sowie Afrikanische und Asiatische Kultur.
In den Fächern Kunst, Geisteswissenschaften, Design und Architektur werden Master-Kurse angeboten. Promotionsstudiengänge zum Ph.D. können seit 2012 in Kunst und Manga belegt werden. (Stand 2023)
Die Universität akzeptiert Studierende aus anderen Ländern, wenn diese über ausreichende Japanischsprachkenntnisse verfügen, da auf Japanisch unterrichtet wird, und eine Aufenthaltsberechtigung zum Studium haben. Zugelassen werden alle Studierende im April. Für das Studium werden Studiengebühren erhoben.

## Internationaler Austausch
2004 wurde die Kyōto-Seika-Universität als erste japanische Hochschule Mitglied von Cumulus (International Association of University of Colleges of Art, Design and Media), einem Netzwerk, das sich als Forum hochrangiger Bildungseinrichtungen für Kunst und Design versteht. 2008 fand an der Universität eine große Design-Konferenz, namens Cumulus Kyoto 2008, mit etwa 600 Teilnehmenden aus 33 Ländern statt. Während der Konferenz wurde die Kyoto Design Declaration unterzeichnet, die bis heute als eines der Leitprinzipien der Organisation dient. Die Universität pflegt ferner Austauschprogramme mit 33 ausländischen Universitäten, unter anderem mit der französischen École nationale supérieure d'architecture de Paris-Malaquais, mit der US-amerikanischen Rhode Island School of Design und dem Southern California Institute of Architecture, mit der englischen University of the Arts London sowie mit der Kunsthochschule Kassel.
Um eine engere Zusammenarbeit mit der Kunststadt Florenz herzustellen, arbeitet die Universität seit 2019 mit der dort beheimateten, italienischen Romualdo Del Bianco Foundation unter dem Motto „Life beyond Tourism“ (Leben jenseits des Tourismus) zusammen. Ziel der Stiftung ist die Förderung der internationalen Freundschaft durch einen multikulturellen Austausch und die Bewahrung des kulturellen Erbes.

## Bekannte Absolventen
- Katsuki Tanaka (Mangaka)
- Kaho Nakamura (Sängerin)
- Muneyuki Kaneshiro (Manga-Autor)
- Hiroyasu Ishida (Animationszeichner)
- Mirocomachiko (Malerin, Bilderbuchautorin)